# Honda Quintet
Der Honda Quintet ist ein Modell der Kompaktklasse, das von 1980 bis 1985 angeboten wurde. 

## Modellgeschichte
Das Fahrwerk des Quintets basierte auf dem des Honda Civic. Motor und Getriebe entstammten dem Honda Accord der 2. Generation. Der 5-Türer war anfänglich mit einem 1.6-Liter-Vergasermotor (80 PS) ausgestattet. Später gab es die verbesserte Modellvariante EX mit leicht geänderter Optik. Die Verkaufsbezeichnung in Japan war Honda Quint. In Australien wurde das Fahrzeug als Rover Quintet verkauft. Es war das erste Mal, dass ein Honda-Modell als ein Rover vermarktet wurde. Nachfolger wurde 1985 der Honda Integra.

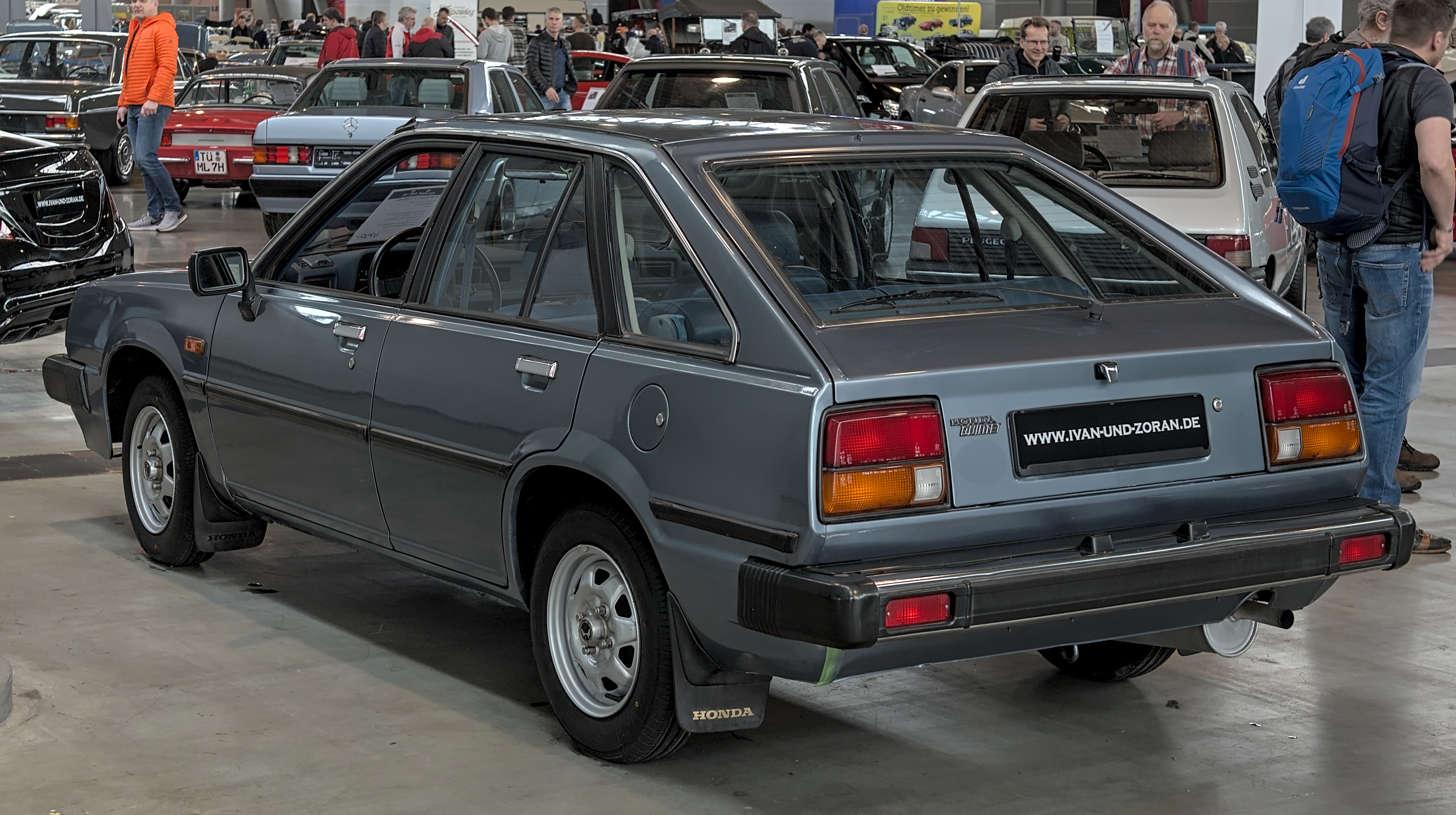
Heckansicht
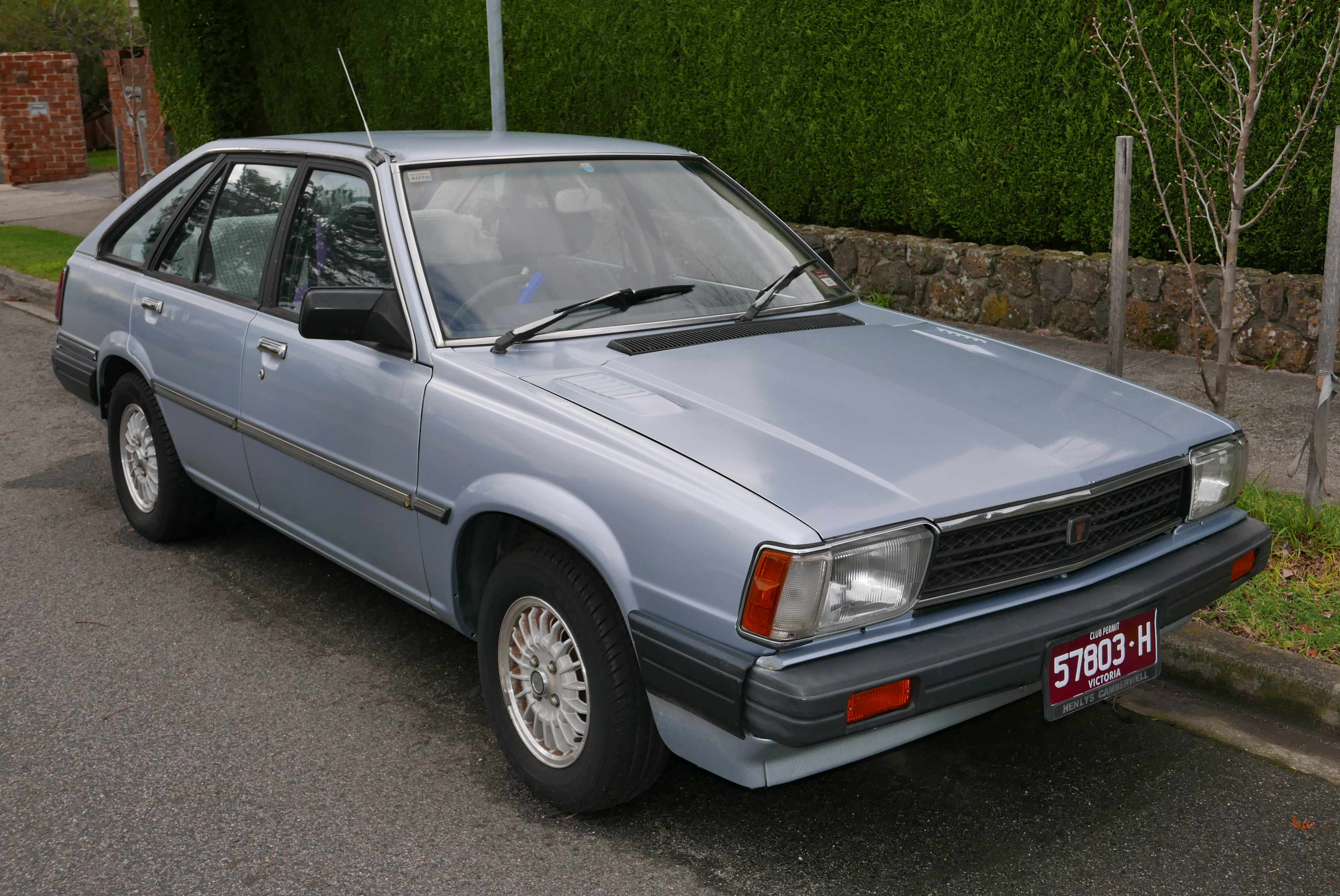
Rover Quintet (Australien, 1980–1985)